# Ensenada Alice
Die Ensenada Alice ist eine kleine Bucht in der Gruppe der Duroch-Inseln vor der Trinity-Halbinsel im Norden der Antarktischen Halbinsel. Sie liegt 1,1 km westnordwestlich des Kap Legoupil und unmittelbar südöstlich der Kopaitic-Insel.
Teilnehmer der 2. Chilenischen Antarktisexpedition (1947–1948) kartierten die Bucht und benannten sie nach Alice Ingeborg Wilson, der Ehefrau des Expeditionsleiters Ernesto González Navarrete.